# Потоси (Висконсин)
Потоси (енгл. Potosi) град је у америчкој савезној држави Висконсин.

## Демографија
По попису из 2010. године број становника је 688, што је 23 (-3,2%) становника мање него 2000. године.
| Група             | 2000.       | 2010.       |
| Белци             | 698 (98,2%) | 676 (98,3%) |
| Афроамериканци    | 0 (0,0%)    | 0 (0,0%)    |
| Азијати           | 0 (0,0%)    | 5 (0,7%)    |
| Хиспаноамериканци | 7 (1,0%)    | 4 (0,6%)    |
| Укупно            | 711         | 688         |